# Davide Zoboli
Davide Zoboli est un footballeur italien né le 8 octobre 1981 à Parme, évoluant au poste de défenseur.

## Carrière
- 1999-2000 : Parme FC  (0 match, 0 but)
- 2000-2001 : Benevento (prêt)  (1 match, 0 but)
- 2001-2002 : AS Sora (prêt)  (15 matchs, 0 but)
- 2002-2004 : Monza  (17 matchs, 2 buts)
- 2004- : UC Albinoleffe  (15 matchs, 1 but)
- 2004-2009 : Brescia Calcio  (165 matchs, 8 buts)
- 2009-2010 : Torino FC (prêt)  (20 matchs, 0 but)
- Depuis 2010 : Brescia Calcio  (27 matchs, 2 buts)